# Mell Lazarus
Mell Lazarus (Brooklyn, 3 maggio 1927 – Los Angeles, 24 maggio 2016) è stato un fumettista statunitense, creatore delle due strisce Miss Peach (1957-2002) e Momma (1970-2016).
Ha vinto l'Humor Comic Strip Award della National Cartoonist Society nel 1973 e nel 1979, e il Reuben Award come Outstanding Cartoonist of the Year nel 1981 per la sua striscia Miss Peach.

## Carriera
Iniziò la carriera lavorando come apprendista per Al Capp e suo fratello Elliott Caplin nella Toby Press, collaborando alla realizzazione del fumetto Li'l Abner. Nei primi anni cinquanta creò i suoi primi fumetti, dedicati al pubblico infantile: Wee Women e Li'l One. Nel 1957 ottenne un improvviso successo con la striscia Miss Peach, che continuò a disegnare per quasi cinquant'anni. Nel 1966 pubblicò assieme a Jack Rickard e sotto lo pseudonimo Fulton il fumetto Pauline McPeril, parodia del film The Perils of Pauline di Pearl White. Del 1970 è invece l'altro suo grande successo: Momma, striscia di fumetti che a quasi quarant'anni dal suo esordio viene ancora pubblicata in oltre 400 giornali.
È anche autore di due romanzi: The Boss is Crazy, Too (ispirato alla sua esperienza con Capp) e The Neighborhood Watch.  È stato presidente della National Cartoonists Society  dal 1989 al 1993.
È membro del Mensa.